# Magelona papilliformis
Magelona papilliformis är en ringmaskart som beskrevs av Müller in Grube 1858. Magelona papilliformis ingår i släktet Magelona och familjen Magelonidae. Inga underarter finns listade i Catalogue of Life.